# Velika nagrada Italije 1937
Velika nagrada Italije 1937 je bila peta in zadnja dirka evropskega avtomobilističnega prvenstva v sezoni 1937. Potekala je 12. septembra 1937 na ulični stezi v Livornu.

## Poročilo

### Pred dirko
Potem ko je dirka za Veliko nagrado Italije trinajst let potekala na dirkališču Autodromo Nazionale Monza, je letos dirka potekala na ulični stezi v Livornu. Glavni razlog za to je, da bi imel Tazio Nuvolari večjo možnost v boju z nemškimi dirkalniki, saj je na tej stezi že zmagal na dirki Coppa Ciano v sezoni 1936. Presenetljivo se je dirke udeležil tudi Achille Varzi, ki je športnemu direktorju Auto Uniona, Karlu Feuereissenu, zagotovil, da je pustil tako Ilse Pietsch, kot tudi droge. Feuereissen ga je, tudi na prepričevanje Bernda Rosemeyerja, vzel nazaj v moštvo za zadnji tri dirke sezone. Za moštvo Scuderia Ferrari so nastopali dirkači: Nuvolari, Giuseppe Farina in Carlo Felice Trossi, za Alfa Corse pa je nastopal le Giovanbattista Guidotti. Nuvolari je bil na petkovem prostem treningu v dežju najhitrejši, toda v soboto je najboljši štartni položaj osvojil Rudolf Caracciola, drugo štartno mesto Rosemeyer, tretje povratnik Varzi, Nuvolari pa sedmo. 

### Dirka
Štart dirke je bil dvakrat prestavljen, prvič zaradi vdora gledalcev na stezo, drugič pa, ko je moralo reševalno vozilo odpeljali gledalca, ki je padel z drevesa. Na štartu je povedel Caracciola, sledili so mu Hermann Lang, Rosemeyer, Manfred von Brauchitsch in Varzi. Nuvolari je ob navdušenju gledalcev prehitel Varzija za peto mesto, Lang pa je v četrtem krogu prehitel Caracciolo in s tem prevzel vodstvo. Oba sta se začela oddaljevati od zasledovalcev. Po dobrem začetku je Nuvolari začel izgubljati, Varzi ga je prehitel nazaj, nato pa je bil z Hermannom Paulom Müllerjem in Richardom Seamanom v borbi za šesto mesto s stalnimi prehitevanji. Nuvolari je ob postanku v boksih predal svoj dirkalnik Farini, ki je s svojim dirkalnikom že v trinajstem krogu odstopil. 
V ospredju se je dvoboj za zmago med dirkačema Mercedes-Benza nadaljeval s postavljanjem rekordov steze, dokler Lang ni moral na postanek v bokse zaradi težav z eno od pnevmatik. Med postankom je športni direktor Mercedesovega moštva, Alfred Neubauer, besnel zaradi dvoboja med dvema moštvenima kolegoma. Seaman je ob postanku izgubil nekaj časa, ker njegov dirkalnik ni hotel vžgati, toda po vrnitvi na stezo je s prehitevanjem Varzija in Müllerja napredoval na četrto mesto. Von Brauchitsch, ki je dolgo držal četrto mesto, je v šestintridesetem krogu odstopil zaradi mehanske okvare dirkalnika. Caracciola, ki je ob postankih prišel v vodstvo, in Lang sta nadaljevala dvoboj za zmago. Lang je bil nekoliko hitrejši, toda na ozki ulični stezi ni mogel prehiteti Caracciole, ki ga je zapiral ob vsakem poskusu. Ob koncu dirke sta čez štartno-ciljno črto pripeljala kolo ob kolesu, toda Caracciola je bil za malenkost spredaj. Rosemeyer je osvojil tretje mesto, Seaman je ostal četrti, Müller peti, Varzi, ki je bil po dirki popolnoma izmučen in so mu morali pomagati iz dirkalnika, pa je bil šesti.

### Po dirki
Po dirki je bil Hans Stuck odpuščen iz moštva Auto Uniona. Moštvo je kot razlog navedlo, da naj bi Stuck na dirkah odpeljal hitro le krog ali dva, nato pa naj bi popustil, pogosto naj bi tudi odstopil zaradi čudnih razlogov. Stuck pa je razlog videl v pogajanjih moštva z dirkači za višino plače, ko je pokazal svojo pogodbo Rosemeyerju, ki je takoj za tem zahteval večje povišanje plače za sezono 1938.

## Rezultati

### Dirka
| Poz | Št | Dirkač                  | Moštvo           | Dirkalnik          | Krogi | Čas/Odstop  | Št. m. | Toč |
| --- | -- | ----------------------- | ---------------- | ------------------ | ----- | ----------- | ------ | --- |
| 1   | 2  | Rudolf Caracciola       | Daimler-Benz AG  | Mercedes-Benz W125 | 50    | 2:44:54.4   | 1      | 1   |
| 2   | 6  | Hermann Lang            | Daimler-Benz AG  | Mercedes-Benz W125 | 50    | + 0.4       | 4      | 2   |
| 3   | 12 | Bernd Rosemeyer         | Auto Union       | Auto Union C       | 50    | + 2:25.4    | 3      | 3   |
| 4   | 8  | Richard Seaman          | Daimler-Benz AG  | Mercedes-Benz W125 | 49    | + 1 Krog    | 8      | 4   |
| 5   | 18 | Hermann Paul Müller     | Auto Union       | Auto Union C       | 49    | + 1 Krog    | 10     | 4   |
| 6   | 14 | Achille Varzi           | Auto Union       | Auto Union C       | 49    | + 1 Krog    | 2      | 4   |
| 7   | 22 | Tazio Nuvolari          | Scuderia Ferrari | Alfa Romeo 12C-36  | 49    | + 1 Krog    | 7      | 4   |
| 7   | 22 | Giuseppe Farina         | Scuderia Ferrari | Alfa Romeo 12C-36  | 49    | + 1 Krog    | 7      | -   |
| 8   | 26 | Carlo Felice Trossi     | Scuderia Ferrari | Alfa Romeo 12C-36  | 47    | + 3 Krogi   | 9      | 4   |
| 9   | 16 | Hans Stuck              | Auto Union       | Auto Union C       | 47    | + 3 Krogi   | 5      | 4   |
| 9   | 16 | Rudolf Hasse            | Auto Union       | Auto Union C       | 47    | + 3 Krogi   | 5      | -   |
| 10  | 20 | Vittorio Belmondo       | Privatnik        | Alfa Romeo C       | 45    | + 5 Krogov  | 15     | 4   |
| Ods | 10 | Christian Kautz         | Daimler-Benz AG  | Mercedes-Benz W125 | 43    |             | 14     | 4   |
| Ods | 28 | Clemente Biondetti      | Privatnik        | Alfa Romeo C       | 38    |             | 13     | 4   |
| Ods | 4  | Manfred von Brauchitsch | Daimler-Benz AG  | Mercedes-Benz W125 | 36    | Meh. napaka | 6      | 5   |
| Ods | 30 | Giovanbattista Guidotti | Alfa Corse       | Alfa Romeo 12C-37  | 24    | Meh. napaka | 11     | 6   |
| Ods | 24 | Giuseppe Farina         | Scuderia Ferrari | Alfa Romeo 12C-36  | 13    | Meh. napaka | 12     | 6   |